# Richard Savage, IV conte Rivers
Richard Savage, IV conte Rivers (Inghilterra, 1654 – Londra, 18 agosto 1712), è stato un nobile, militare e politico inglese.

## Biografia

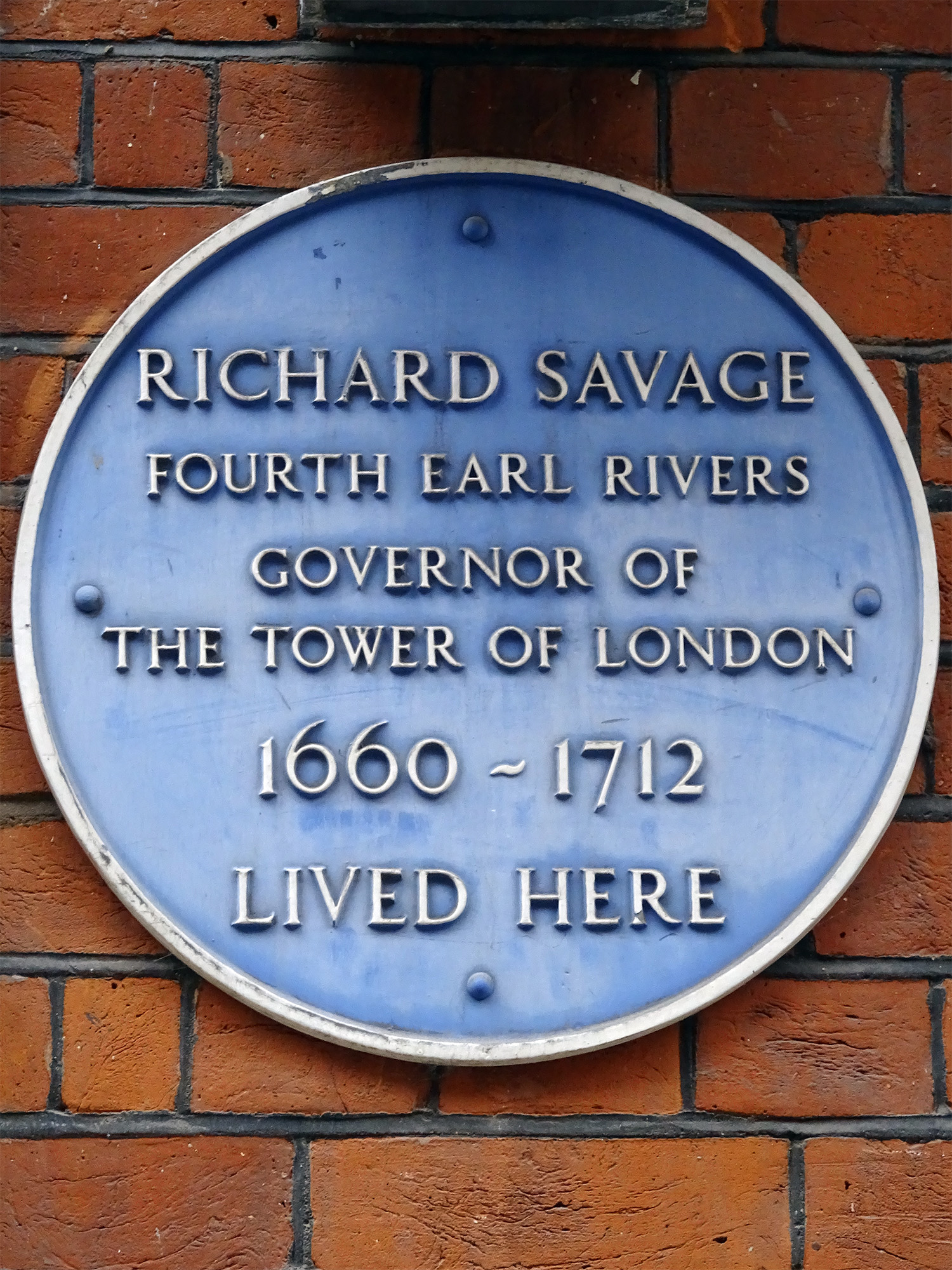
Placca commemorativa al n.9 di Old Queen Street Westminster Londra SW1H 9HP

Richard era il figlio secondogenito di Thomas Savage, III conte Rivers. Dopo la morte prematura di suo fratello maggiore Thomas nel 1680 circa, ottenne il titolo di cortesia di visconte Colchester come erede di suo padre.
Durante la sua gioventù, Richard Savage acquisì una certa notorietà per la dissolutezza del suo carattere, qualificandosi ben presto come uno dei più rilevanti libertini della società del suo periodo. Dopo essere divenuto lord Colchester alla morte di suo fratello entrò nel parlamento come membro per la costituente di Wigan nel 1681. Fu il primo nobile ed una delle prime persone ad aderire al partito del Principe d'Orange quando questi sbarcò in Inghilterra ed accompagnò Guglielmo a Londra per il suo ingresso trionfale dopo l'avvenuta decadenza di Giacomo II.
Ottenendo una promozione nell'esercito, prestò servizio con onore nella Guerra guglielmita in Irlanda e nei Paesi Bassi sino ad essere creato maggiore general nel 1698 e tenente generale nel 1702. Nel 1694 succedette a suo padre come IV conte Rivers. Prestò nuovamente servizio all'esterno nel 1702 sotto il comando del duca di Marlborough, che si fece di lui un'opinione positiva delle sue capacità militari e che lo raccomandò per il comando delle forze d'invasione in Francia nel 1706. La spedizione programmata venne alla fine dirottata verso il Portogallo e Rivers, trovandosi con l'incarico sospeso ancora prima di averlo potuto portare a termine, fece ritorno in Inghilterra dove il duca di Marlborough comunque seppe procurargli il comando di un reggimento di cavalleria.
Il favore positivamente mostratogli da Marlborough non impedì ad ogni modo a Rivers di corteggiare i Tories quando divenne evidente che ormai il partito Whig era in delcino, e l sua nomina a Conestabile della Torre di Londra nel 1710 su raccomandazione di Harley ed all'insaputa di Marlborough fu il suo primo grande errore. Rivers aveva ora un notevole favore a corte, venendo incaricato di delicate missioni presso l'Elettore di Hannover nel 1710, seguita dalla sua nomina nel 1711 a Master-General of the Ordnance, incarico detenuto a suo tempo dallo stesso duca di Marlborough.
Swift, suo intimo amico, lo descrisse come un autentico furfante. Nel giugno del 1712 il conte rivers venne promosso al rango di generale e divenne comandante in capo delle forze inglesi in Inghilterra. Morì alcune settimane dopo, il 18 agosto.
Nel 1679 aveva sposato Penelope, figlia di Roger Downes, dalla quale ebbe una figlia Elizabeth, che sposò poi il IV Conte di Barrymore. Ebbe ad ogni modo diversi figli illegittimi, due dei quali con Anne, contessa di Macclesfield. La sua relazione con lady Macclesfield fu causa del divorzio di quest'ultima da suo marito nel 1701. Richard Savage, il poeta, è stato suggerito che fosse in realtà figlio di lord Rivers e di lady Macclesfield. Dal momento che comunque il conte Rivers non ebbe figli maschi legittimi, la contea alla sua morte passò a suo cugino, John Savage, nipote del II conte, nonché sacerdote cattolico, alla cui morte nel 1735 il titolo si estinse.